# سنت ایوس، کمبریج‌شر
latitudeسنت ایوس، کمبریج‌شرlongitudeسنت ایوس، کمبریج‌شر
سنت ایوس، کمبریج‌شر (به انگلیسی: St Ives, Cambridgeshire) یک منطقهٔ مسکونی در انگلستان است که در شرق انگلستان واقع شده‌است.

## خصوصیات
سنت ایوس ۹٫۴۱ کیلومترمربع مساحت و ۱۶٬۳۸۴ نفر جمعیت دارد.

## تاریخچه
این شهر سابقاً اسلپ(Slepe) نامیده می شد اما بعدها به سنت ایوس تغییر نام داد. علت این تغییر این بود که در سال های ۱۰۰۱ یا ۱۰۰۲ میلادی کشیشی از اهالی ایران به نام سنت ایوس که برای تبلیغ مسیحیت به بریتانیا رفته بود در این شهر از دنیا رفت و در همانجا به خاک سپرده شد.